# Grjazovets
Grjazovets (ryska Гря́зовец) är en stad i Vologda oblast i Ryssland. Folkmängden uppgår till cirka 15 000 invånare.